# 塞居尔大街

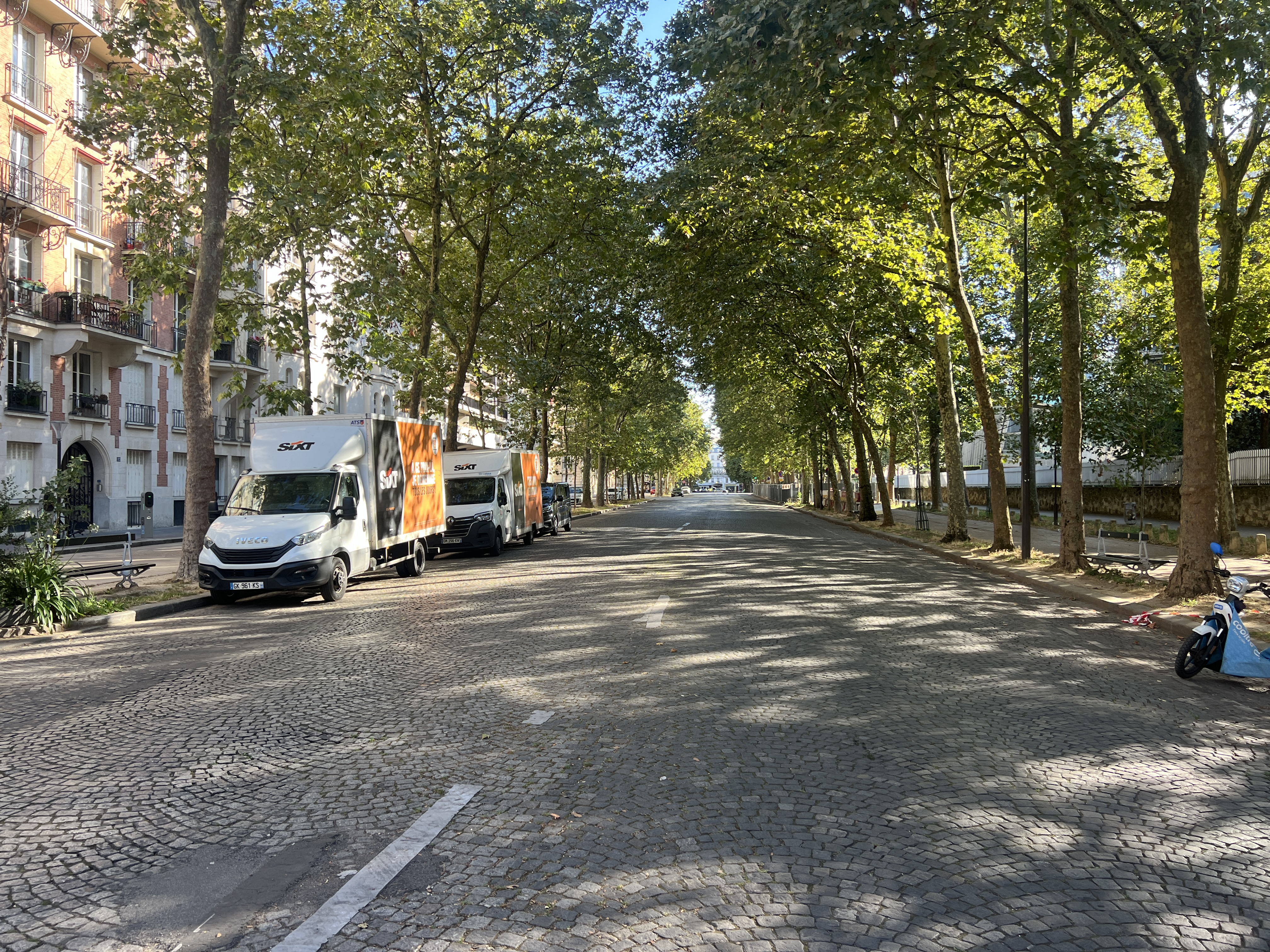
塞居爾大街（2024年8月）

塞居尔大街（Avenue de Ségur）是法国巴黎的一条街道，位于巴黎第七区和巴黎十五区，东北-西南走向，东北端始于沃邦广场7号，(荣军院)，西南端止于加里波第大道（boulevard Garibaldi）29号。长815米，宽42米。

## 名称

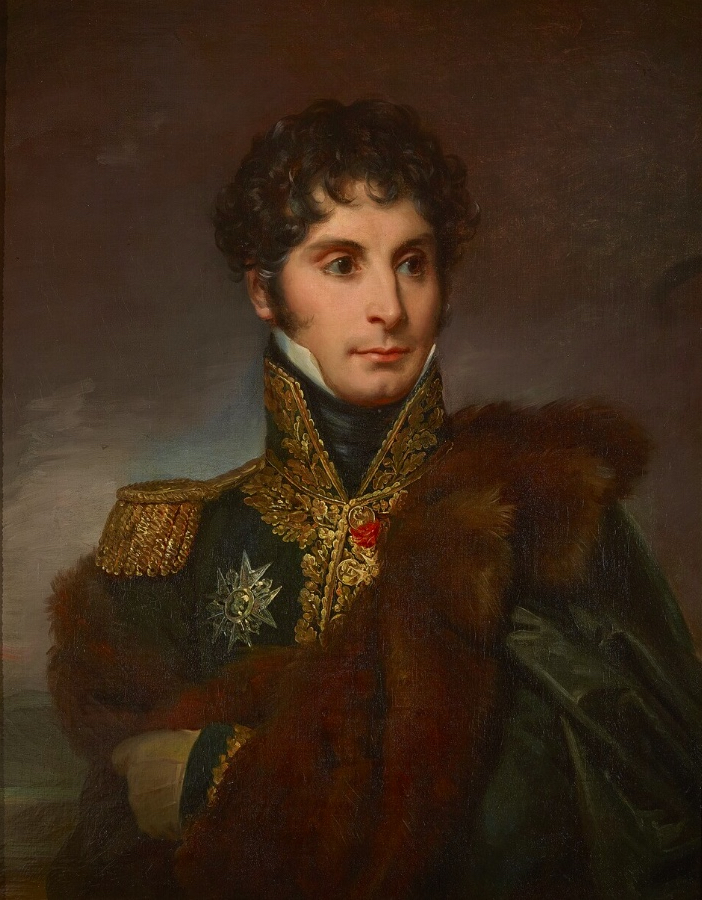
塞居尔

塞居尔大街得名于法国元帅塞居尔（Philippe de Ségur）(1780-1873)。

## 历史
塞居尔大街系分段修筑 :
- 萨克森大街（Avenue de Saxe）以北开辟于1780年，原名 avenue Guibert [2]。nom d'« avenue de Ségur » le 15 mars 1883 ;
- 萨克森大街以南段开辟于1867年，名为塞居尔大街。

1883年，北段也改名为塞居尔大街。

## 建筑

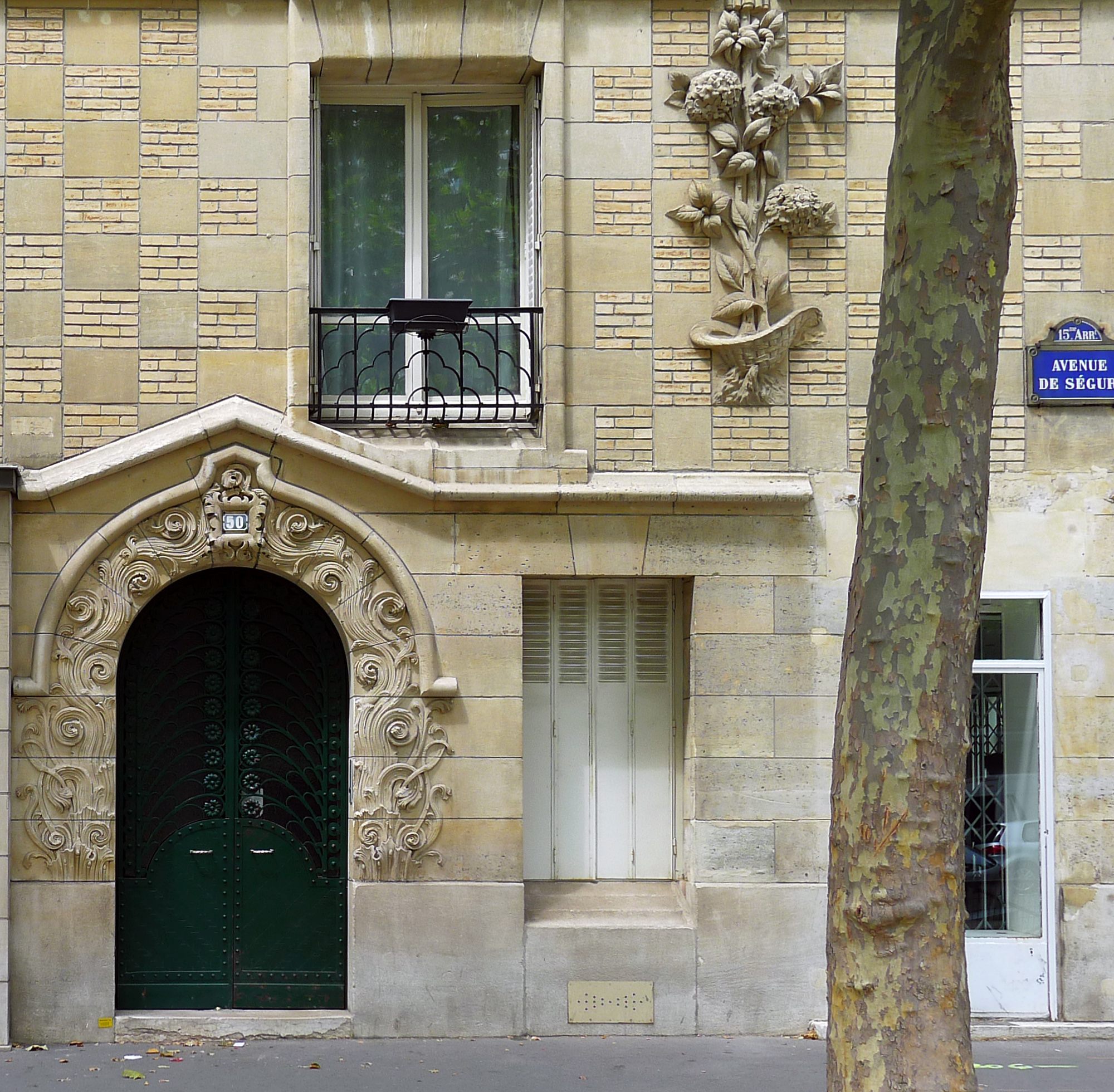
50号
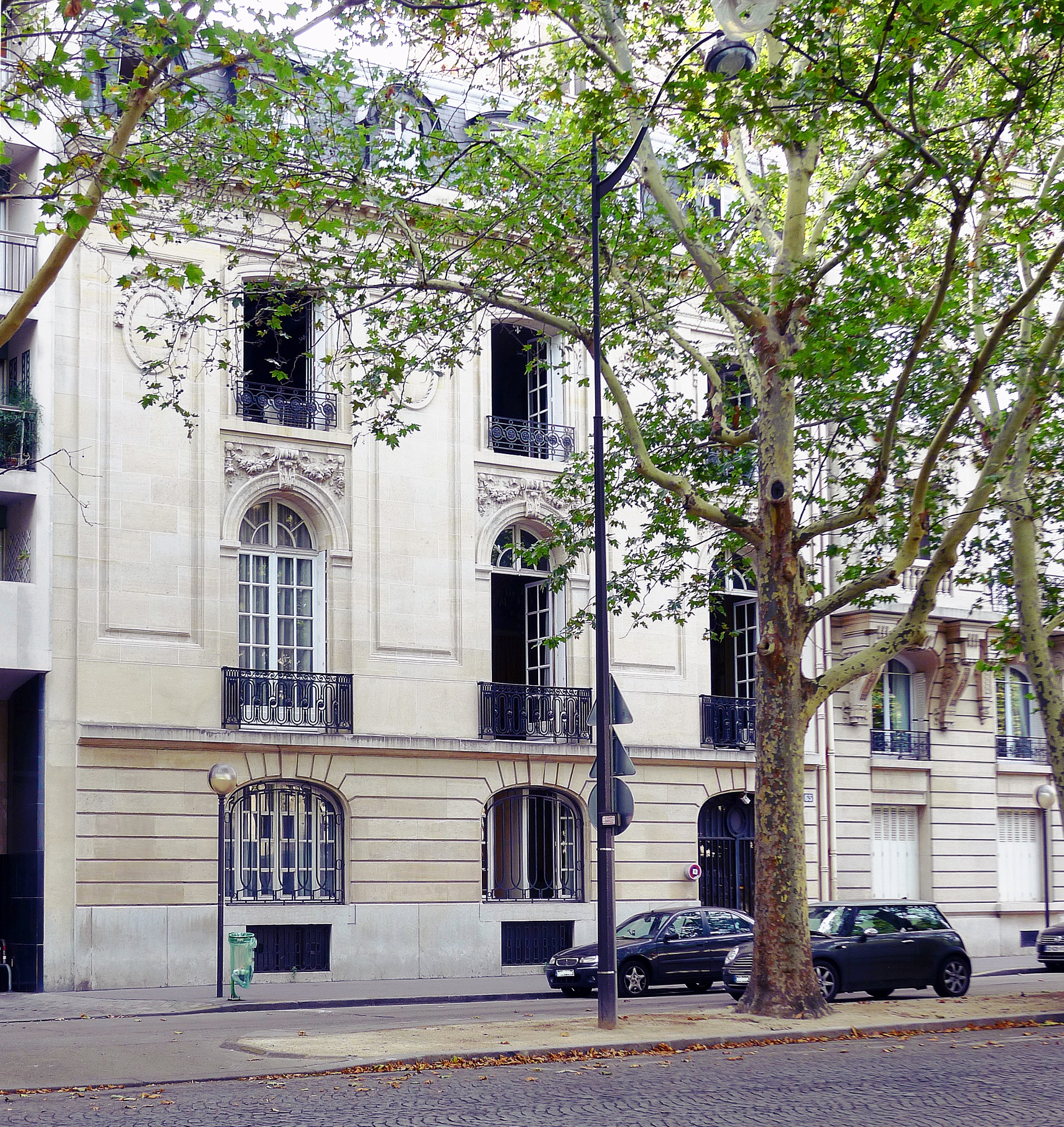
65号
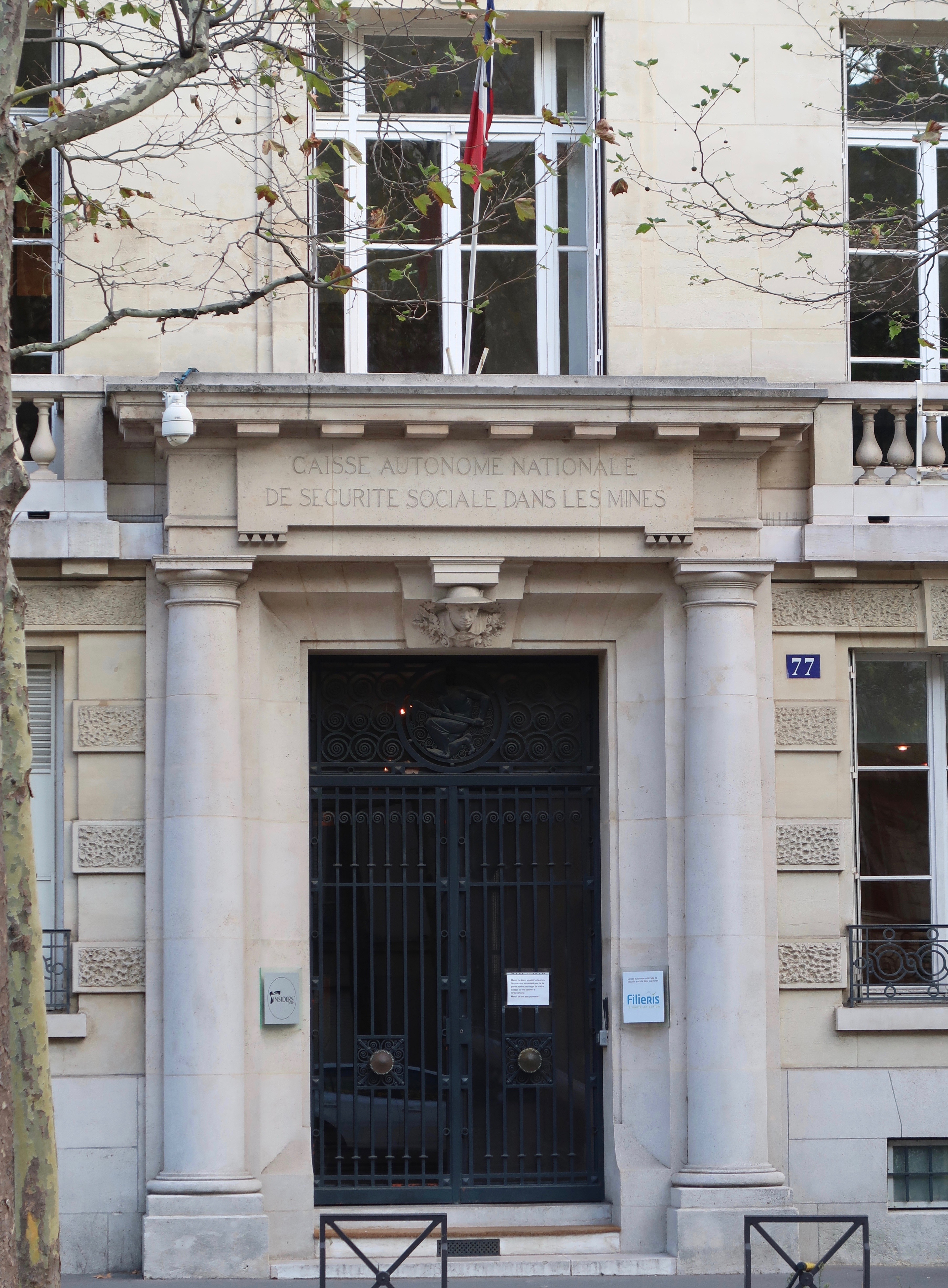
77号
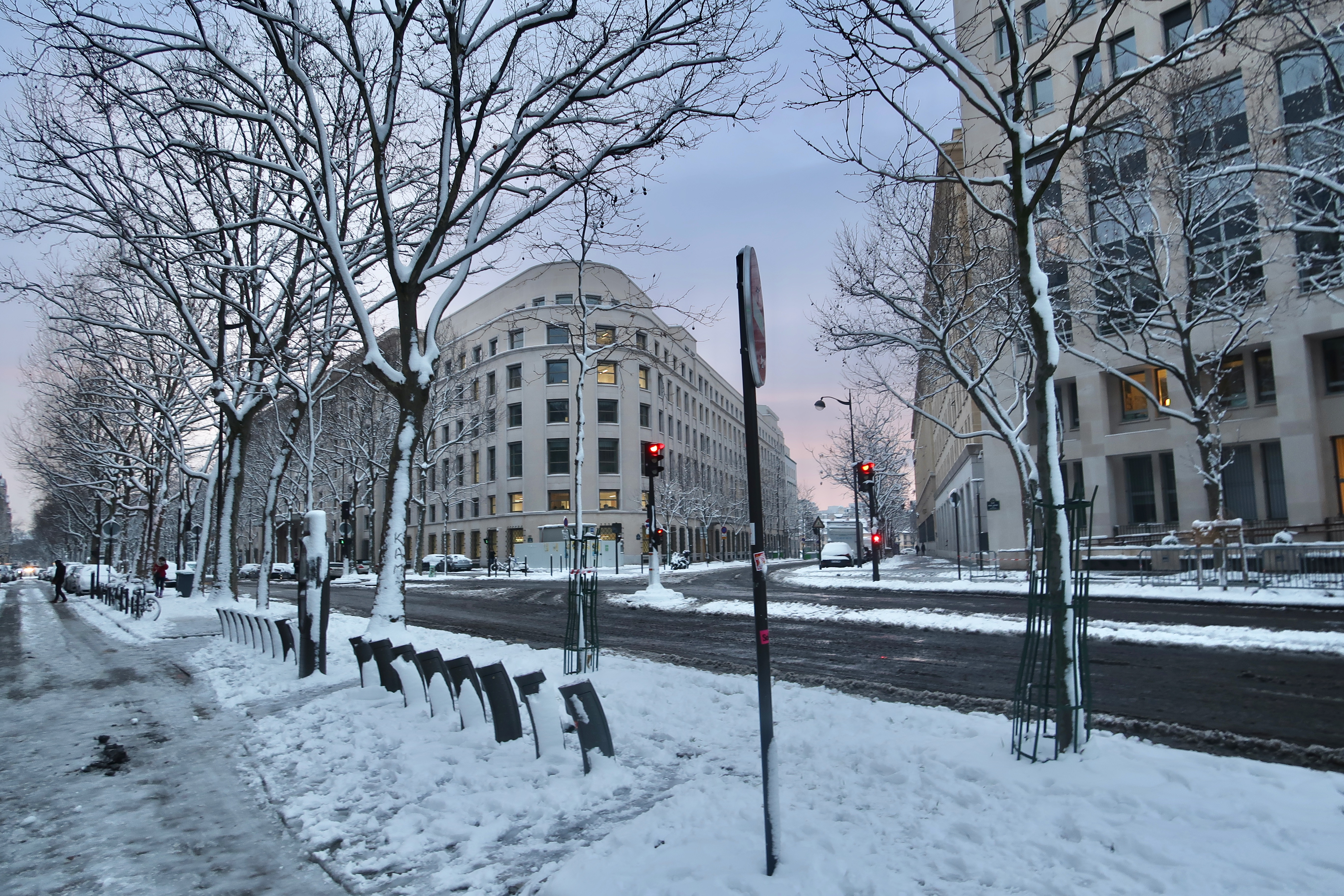